# Katzler (Adelsgeschlecht)

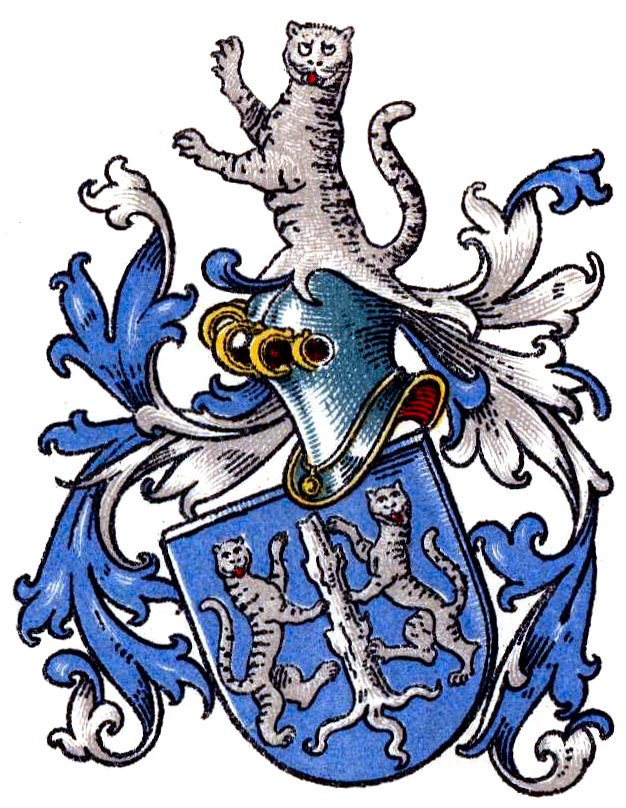
Stammwappen derer von Katzler

Die Herren von Katzler (auch Katzeler) sind ein aus Österreich bzw. Tirol stammendes, später in Westfalen und Ostpreußen ansässiges Adelsgeschlecht.

## Geschichte
Das Geschlecht kam mit dem kaiserliche Oberstleutnant Matthias von Katzler (* St. Veit (Kärnten), † 1632, begr. Corvey) nach Westfalen und später nach Ostpreußen. Dessen Sohn, Joseph von Katzler († Köln), kurbrandenburgischer und kurpfälzischer Obrist von der Kavallerie, Brigadier in Holland, kam durch die Ehe mit Christina Margarethe von Dael († 1733 Grimminghausen), Erbin von Grimminghausen an das Gut Grimminghausen im Sauerland.
Weitere Besitzungen der Familie waren in der Provinz Brandenburg Eichstädt (1767), in Pommern Miss (1803), Reitz (1797–1803) und Vessin (1803) sowie in Preußen Fahrenholz (1780) im Kreis Mohrungen, Gremblin (1771), Gutten im Kirchspiel Johannisburg, Liebenau (1771) im Kreis Marienwerder, Groß- und Klein-Münsterberg (1771–1784) im Kreis Mohrungen, Rauden (1771–1784) im Kreis Marienwerder, Sparrau (1771) im Kreis Stuhm und Wittenfelde. Die Familie stellte im preußischen Heer mehrere Offiziere von Generalsrang.
Rudolf Eduard Leopold von Katzler, königlich-preußischer Hauptmann a. D., erhielt am 26. Februar 1870 den Freiherrenstand des Königreichs Preußen und die Erlaubnis verliehen, das alte Stammwappen weiterzuführen.
Der königlich-preußische Generalmajor Karl Friedrich Ludwig von Katzeler genannt von Podewils (1855–1935), verheiratet in Saarlouis 1879 mit Maria Elisabeth Walpurga Tobias (1856–1927), erhielt via Diplom 1917, das Recht erblich patrilinear gebunden an den Besitz des ehemals Podewilsschen Fideikommiss Penken mit Seeben, Dollstädt und Zwangshof im Kreis Preußisch Eylau den Namenzusatz „von Podewils“ zu führen.

## Persönlichkeiten
- Wilhelm Ludolph von Katzler († 15. Februar 1700 Dortmund, begr. 18. Februar 1700 Ohle), Herr auf Grimminghausen, holländischer Dragonerhauptmann unter den Generalstaaten
- Nikolaus Andreas von Katzler (1696–1760), preußischer Generalleutnant
- Andreas Georg Friedrich von Katzler (1764–1834), preußischer Generalleutnant, erster Kommandant von Danzig
- August von Katzler, 1770–1774 Landrat Kreis Hamm
- Konrad von Katzler (1851–1921), preußischer General der Kavallerie[5]
- Karl Friedrich Ludwig von Katzeler genannt von Podewils (1855–1935), preußischer Generalmajor[6]

## Wappen
Blasonierung des alten Stammwappens: In Blau ein aufrecht stehender, ausgerissener, silberner, gestümmelter Baum von zwei nach innen gewandten silbernen Katzen begleitet. Auf dem Helm eine silberne, wachsende Katze. Die Helmdecken sind blau-silbern.

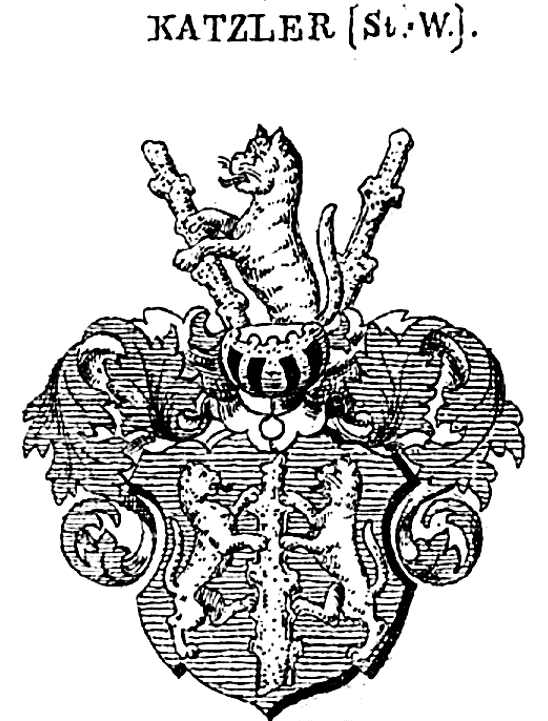
Stammwappen derer von Katzler bei Siebmacher

Blasonierung des neueren Familienwappens, das eigentlich denen von Katzelohr zukommt: Schild geviert. Felder 1 und 4 von gold und schwarz geteilt mit einer silbernen, aufspringenden Katze, die eine goldene Binde um den Leib hat. Felder 2 und 3 blau mit goldenen Schrägrechtsbalken, der mit drei schwarzen Pfeilspitzen untereinander belegt ist. Zwei Helme: I. Auf dem schwarz-golden bewulsteten Helm die Katze rechtshin gekehrt sitzend zwischen zwei von gold und schwarz über Eck geteilten Büffelhörnern. II: Drei goldene Pfeile, deren zwei über den dritten ins Andreaskreuz gelegt sind. Die Helmdecken sind rechts schwarz-golden und links blau-golden. Die Ritter von Klebelsberg erhielten 1631 eine Wappenvereinigung mit den von Katzelohr und Proy.

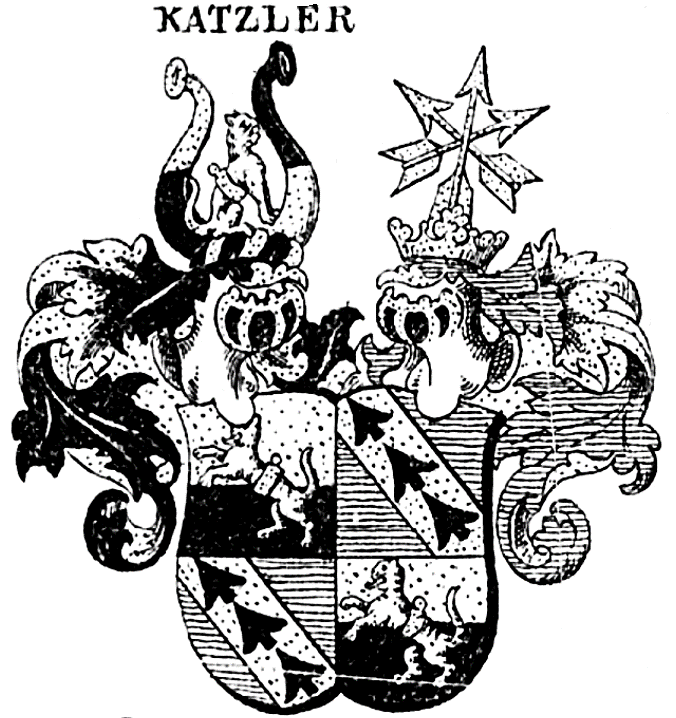
Neueres Familienwappen derer von Katzler bei Siebmacher

Blasonierung des Freiherrenwappens vom 26. Februar 1870: In Silber auf grünem Rasen ein grüner gestümmelter Stamm von zwei nach innen gewandten, silbernen Katzen (auf jeder Seite eine) begleitet. Auf dem gekrönten Helm ein offener, links schwarzer, rechts silberner Flug, dazwischen eine wachsende, silberne Katze. Die Helmdecken sind schwarz-silbern.

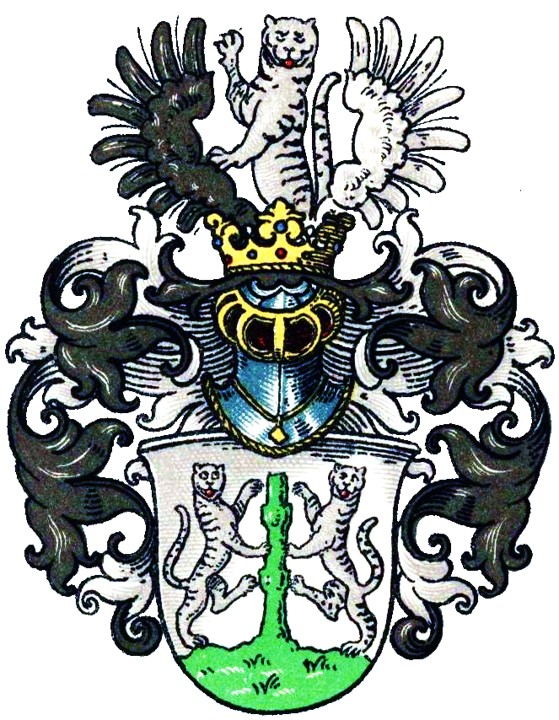
Freiherrenwappen derer von Katzler bei Spießen
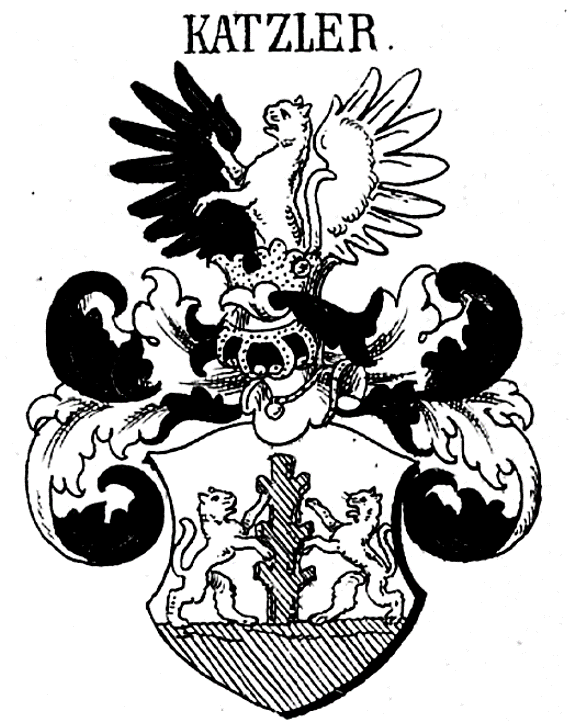
Freiherrenwappen derer von Katzler bei Siebmacher